# Mistress Nell
Mistress Nell is een stomme film uit 1915 onder regie van James Kirkwood. De film is gebaseerd op een toneelstuk van George Cochran Hazelton.

## Verhaal
De film gaat over Nell Gwyn, die opgroeit in de zeventiende eeuw als de maîtresse van koning Karel II van Engeland.

## Rolverdeling
| Acteur        | Personage             |
| ------------- | --------------------- |
| Mary Pickford | Nell Gwyn             |
| Owen Moore    | Karel II van Engeland |
| Arthur Hoops  | Hertog van Buckingham |
| Ruby Hoffman  | Louise                |